# Plauerhagen
Plauerhagen ist ein Ortsteil der Gemeinde Barkhagen im Osten des Landkreises Ludwigslust-Parchim in Mecklenburg-Vorpommern.
Südlich von Plauerhagen liegt das Feuchtgebiet Rauenberger Moor. Der Penzliner See und der Daschower See liegen nordwestlich, der Plauer See liegt östlich. Südlich verlaufen die Müritz-Elde-Wasserstraße und die B 191.
Der Windpark Plauerhagen liegt etwa einen Kilometer östlich des Ortes. Er besteht aus insgesamt 22 Windkraftanlagen unterschiedlicher Typen mit einer Gesamtleistung von 66,4 MW.

## Geschichte
Plauerhagen wurde am 3. August 1235 erstmals urkundlich erwähnt.
Am 13. Juni 2004 haben sich die Gemeinden Plauerhagen und Barkow zur Gemeinde Barkhagen zusammengeschlossen.

## Sehenswürdigkeiten
- Dorfkirche von 1784 aus Fachwerk mit Backstein sowie einem Dachreiter-Türmchen
- Kriegerdenkmal 1914/18
- Blüchereiche mit Gedenkstein von 1913

→ Siehe auch Liste der Baudenkmale in Barkhagen#Plauerhagen

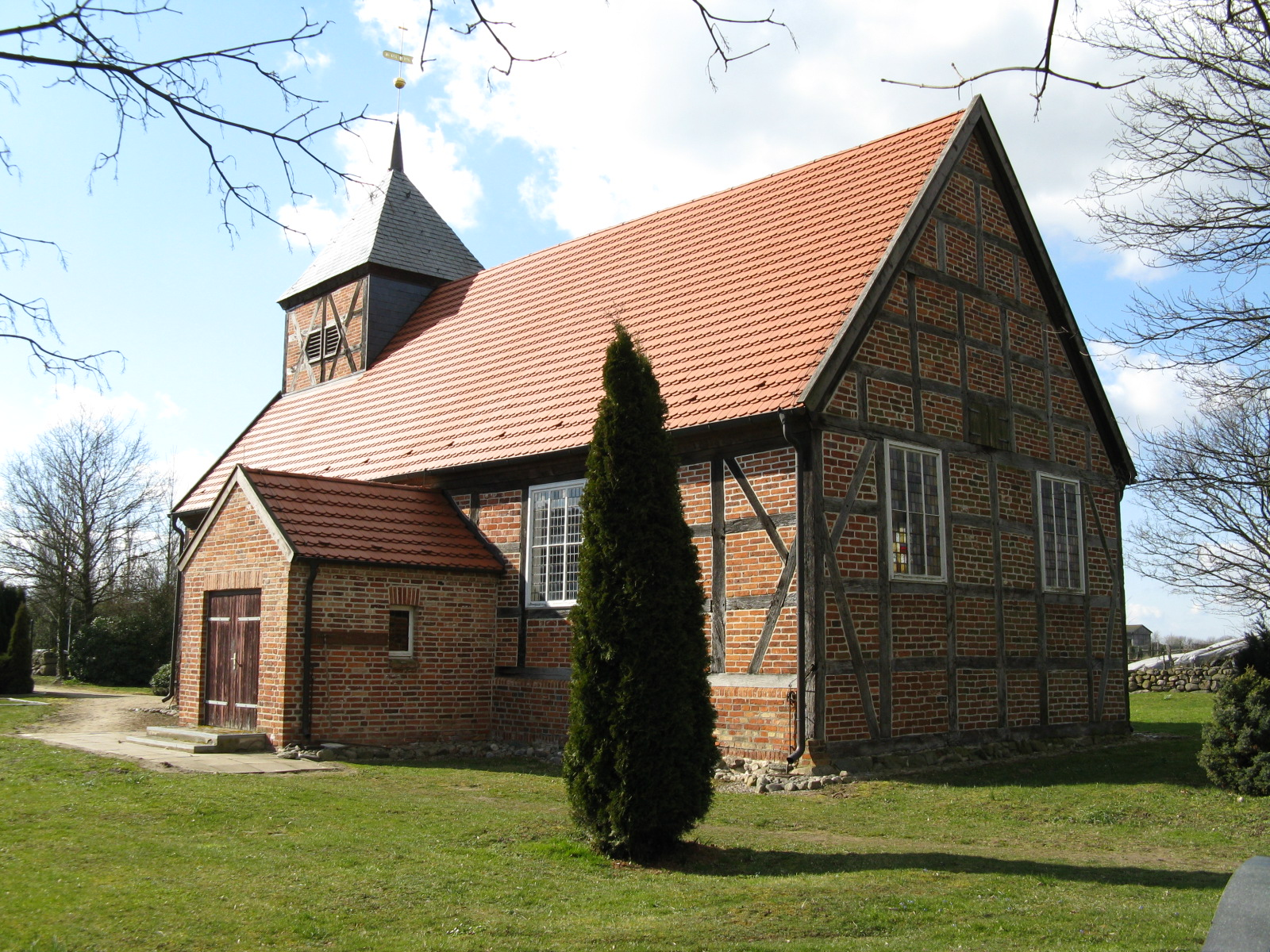
Dorfkirche Plauerhagen
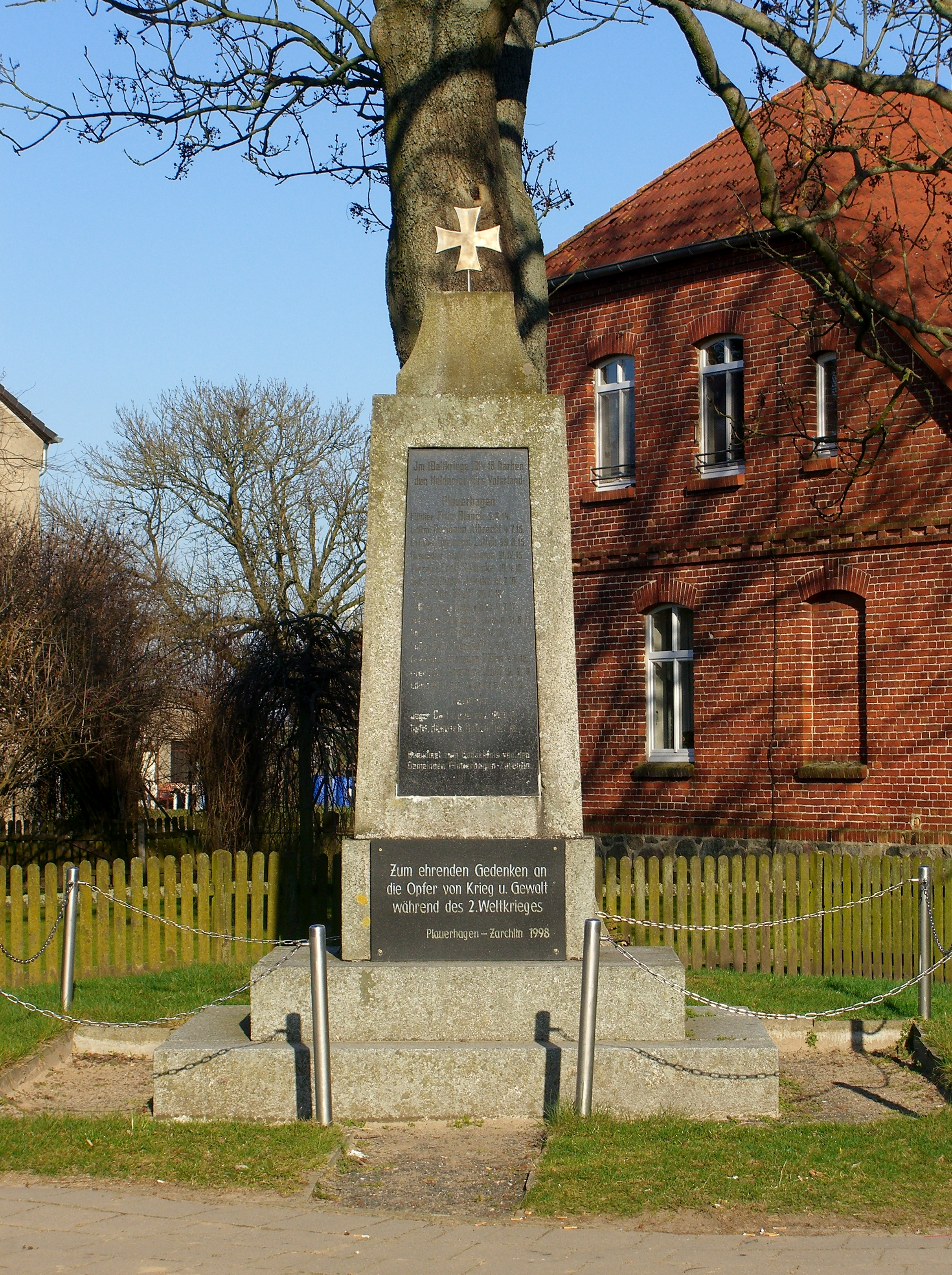
Kriegerdenkmal 1914–18
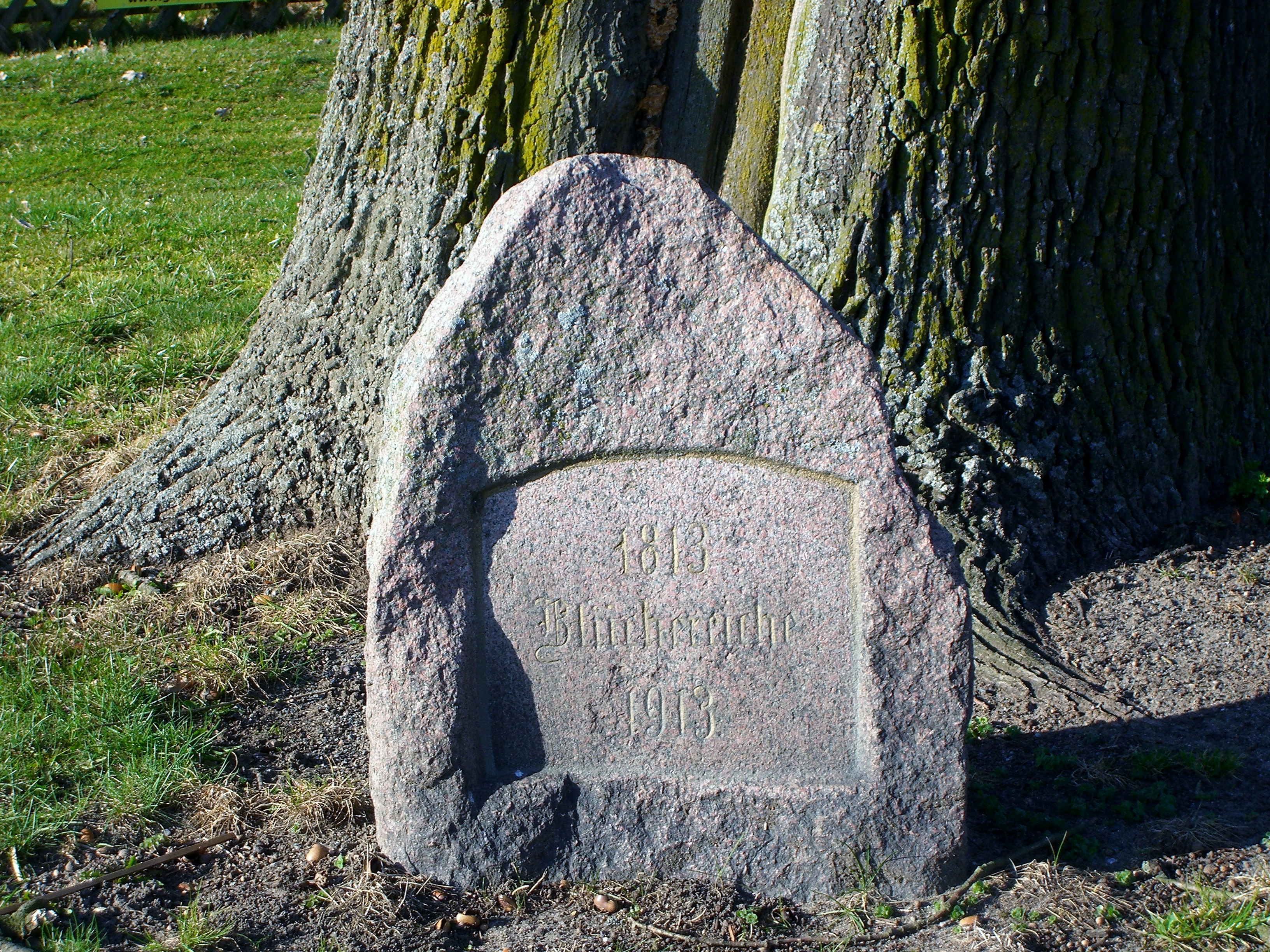
Blücher-Gedenkstein und -Eiche

## Persönlichkeiten
- Dieter Pries (* 1952), Fußballspieler